# Свердлово (Оренбургская область)
Свердлово — посёлок в Тоцком районе Оренбургской области. Административный центр Свердловского сельсовета.

## История
В 1966 г. Указом Президиума ВС РСФСР поселок центральной усадьбы совхоза имени Свердлова переименован в Свердлово.

## Население
| 2010 |
| ---- |
| 400  |